# Andrew Bernardini
Andrew Bernardini (Londra, 10 maggio 1994) è un ex giocatore di football americano brasiliano con cittadinanza italiana, che ha giocato come defensive back.
Ha giocato in squadre britanniche (London Blitz, solo in giovanile), brasiliane (Timbó Rex, Sada Cruzeiro/Galo Futebol Americano, Manaus Futebol Americano), svizzere (Luzern Lions), italiane (Dolphins Ancona, Vipers Modena), tedesche (Berlin Rebels), serbe (Kragujevac Wild Boars) e portoghesi (Lisboa Lions).
Dal 2024 è responsabile della scuola football dei Vipers Modena.

## Palmarès
- 1 Sulamericano (2023)
- 3 Brasil Bowl (Timbó Rex, 2016; Sada Cruzeiro/Galo Futebol Americano, 2017, 2018)
- 1 Torneio Touchdown (Timbó Rex, 2015)